# James MacArthur
Pour les articles homonymes, voir MacArthur.
James Gordon MacArthur, né le 8 décembre 1937 à Los Angeles et mort le 28 octobre 2010 à Jacksonville, est un acteur américain connu pour sa participation au feuilleton Hawaï police d'État.

## Biographie

### Jeunesse
James MacArthur est adopté, à l'âge de 7 mois, par le dramaturge Charles MacArthur et l'actrice Helen Hayes.
Il grandit à Nyack (État de New York), avec Mary, fille biologique des MacArthur, entouré des plus grands talents littéraire et théâtraux de l'époque. Sa grand-mère est Lillian Gish, et sa famille reçoit des gens tels que Ben Hecht, Harpo Marx, Robert Benchley, Beatrice Lillie, John Barrymore et John Steinbeck.
En 1948, Helen Hayes accepte un rôle dans l'une des pièces du premier programme radiophonique de l'époque diffusant une heure de théâtre devant une audience de 800 personnes. Cette pièce comporte un petit rôle pour un enfant, on demande à son fils James MacArthur s'il veut bien le jouer. C'est ainsi que celui-ci obtient son premier rôle.
Il étudie à la Allen-Stevenson School de New York et, plus tard, à la Solebury School de New Hope (Pennsylvanie), où il excelle au basket-ball (il est le capitaine de l'équipe), au football et au baseball. Au cours de sa dernière année au Solebury School, James MacArthur est capitaine de l'équipe de basket-ball du lycée et joue de plus Offensive guard dans l'équipe de football. Il est président de sa classe, et membre actif de l'association étudiante du lycée ; il réécrit la constitution de l'établissement. Il est éditeur du journal étudiant de la Solebury School, The Scribe. Il participe au club d'art dramatique, et joue Ebezener Scrooge (en) dans une représentation locale de Un chant de Noël (« A Christmas Carol ».
Il commence aussi à fréquenter Joyce Bulifant (en), une consœur étudiante. Ils se marieront en novembre 1958 et divorceront neuf ans plus tard.
Il meurt le 28 octobre 2010 , à l'âge de 72 ans.

## Filmographie

### Cinéma
- 1957 : Mon père, cet étranger (The Young Stranger) : Harold James Ditmar
- 1958 : Lueur dans la forêt (The Light in the forest) : Johnny Butler/True Son
- 1959 : Le Troisième Homme sur la montagne (Third Man on thez Montain) : Rudi Matt
- 1960 : L'Enlèvement de David Balfour (Kidnapped) : David Balfour
- 1960 : Les Robinsons des mers du Sud (Swiss Family Robinson) : Fritz Robinson
- 1962 : The Interns : Dr Lew Worship
- 1963 : La Montagne des neuf Spencer (Spencer's Mountain) : Clayboy Spencer
- 1963 : Une fille dans la bataille (Cry of Battle) : David McVey
- 1965 : L'aventure est au large (The Truth About Spring) : William Ashton
- 1965 : Aux postes de combat (The Bedford Incident) : Ensign Ralston
- 1965 : La Bataille des Ardennes (Battle of the Bulge) de Ken Annakin : Lt. Weaver
- 1966 : Marqué au fer rouge (Ride Beyond Vengeance) : The Census Taker
- 1967 : Rue des hippies (The Love-Ins) : Larry Osborne
- 1968 : The Angry Breed : Deek Stacey
- 1968 : Pendez-les haut et court (Hang'Em High) : Le prêcheur

### Télévision
- 1955 : Climax! (Série TV) : Hal Ditmar
- 1958 : General Electric Theater (Série TV) : Johnny Dundeen
- 1958 : Studio One (Série TV) : Ben Adams / Jim Gibson
- 1959 : Westinghouse Desilu Playhouse (en) (Série TV) : Jamsie Corcoran
- 1959 et 1962 : La Grande caravane (Wagon Train) (Série TV) : Un serveur / Dick Pederson
- 1960 : Play of the Week (en) (Série TV) : Lieutenant Max Hartman
- 1961 : Les Incorruptibles (The Untouchables) (Série TV) : Johnny Lubin
- 1961 : C'est arrivé à Sunrise (Bus Stop, série télévisée) : Thomas 'Tom' Quincy Hagan
- 1962 : The Dick Powell Show (en) (série télévisée) : Jack Doffer
- 1962 et 1967 : Insight (série télévisée) : Jim Brown / Bill Thorp
- 1963 : Sam Benedict (en) (série télévisée) : Bert Stover
- 1963 : L'Homme à la Rolls (Burke's Law) (série télévisée) : Larry Forsythe
- 1963 : Arrest and Trial (en) (série télévisée) : Deke Palmer
- 1963 : The Eleventh Hour (en) (série télévisée) : Mason Walker
- 1963-1964 : The Great Adventure (en) (série télévisée) : Lieutenant Alexander / Rodger Young
- 1964 : Suspicion (The Alfred Hitchcock Hour) (série télévisée) : Dave Snowden
- 1965 : Le Virginien (The Virginian) (série télévisée) : Johnny Bradford
- 1966 : Le proscrit (Branded) (série télévisée) : Lt. Laurence
- 1966 : 12 O'Clock High (en) (série télévisée) : Lt. Wilson
- 1966 : Gunsmoke (série télévisée) : David McGovern
- 1967 : Le Monde merveilleux de Disney (Disney Parade) (série télévisée) : Cpl. Henry Jenkins
- 1967 : Combat! (série télévisée) : Jack Cole
- 1967 : Insight (série télévisée) : Jim Brown / Billy Thorp
- 1967 : Hondo (série télévisée) : Judd Barton
- 1967 : Tarzan (série télévisée) : Dr Richard Wilson
- 1967 : Bonanza (série télévisée) : Jason 'Jase' Fredericks
- 1967-1968 : Les Aventuriers du Far-West (Death Valley Days) (série télévisée) : Kit Carson
- 1968 : Premiere (série télévisée) : Russ Faine
- 1968-1979 : Hawaï police d'État (Hawaii-Five-O) (série télévisée) : Det. Danny Williams
- 1978-1981 : L'Île fantastique (Fantasy Island) (série télévisée) : Alex Farrelli / Bob Graham
- 1979 : Time Express (en) (série télévisée) : Dr Mark Toland
- 1979, 1982 et 1985 : La croisière s'amuse (The Love Boat) (série télévisée) : Chet Hanson / Scott Burgess / Paul Krakauer / Marc Silverton
- 1980 : Alcatraz: The Whole Shocking Story : Walt Stomer
- 1981 : Vega$ (série télévisée) : Jerry Lang
- 1981 : Walking Tall (série télévisée) : Père Adair
- 1981 : Le Vagabond (The Littlest Hobo) (série télévisée) : Jim Haley
- 1983 : The Night the Bridge Fell Down (Téléfilm) : Cal Miller
- 1984 : Arabesque (Murder She Wrote) (série télévisée) : Allan Gebhart
- 1989 : Superboy (série télévisée) : Hogan
- 1997 : Hawaii Five-O (Téléfilm) : Governor Danny Williams
- 1998 : Le souffle de l'enfer (Storm Chasers: Revenge of the Twister) (Téléfilm) : Frank Del Rio